# Template Toolkit
Template Toolkit — мощная «легковесная» perl-библиотека для работы с шаблонами, позволяющая разделять код, данные и представление.
«Легковесная» в данном случае обозначает, что взаимодействие с пользователем, работа с базой данных, вызов шаблонов на обработку и отображение производится через perl-скрипты, содержащие всю логику работы (см. бизнес-логика), а сами шаблоны отвечают преимущественно за дизайн/представление.
Это — в отличие от «полновесных» систем разработки (frameworks), в которых Перл очень тесно интегрируется с HTML, и предоставляющих дополнительную функциональность для работы с веб-страницами, например сессии.
Следует, однако, отметить, что с точки зрения скорости работы, согласно результатам тестов, библиотека не является «легковесной» и заметно проигрывает другим распространенным шаблонизаторам.

## Возможности/преимущества/специфика
В Template Toolkit используется свой язык, обладающий богатым, но простым для изучения синтаксисом.
Простой пример шаблона:
```
<
html>

<
head>
<
title>[% title %]
<
/title>
<
/head>

<
body>
  Вывод списка:
  
<
ul>
  [% FOREACH i = items %]
    
<
li>[% i %]
<
/li>
  [% END %]
  
<
/ul>

<
/body>

<
/html>
```

И скрипт, вызывающий его:
```
# !/usr/bin/perl

use
 
Template
;

my
 
$tt2
 
=
 
new
 
Template
({

    
INCLUDE_PATH
=>
'/path/to/templates'
 
#Путь к каталогу с шаблонами

});

my
 
$vars
=
{

    
title
=>
'Заголовок страницы'
,

    
items
=>
[
'Один'
,
 
'Два'
,
 
'Три'
]

};

print
 
"Content-type: text/html\n\n"
;

$tt2
->
process
(
"page1.htm"
,
 
$vars
);

```

По умолчанию в качестве разделителей блоков кода используются [% и %]. Но можно использовать любую другую последовательность символов, например <% %>, <? ?> и так далее. Причём изменять последовательность можно в любое время прямо внутри шаблона.
Ниже представлен список некоторых возможностей Template Toolkit:
- Позволяет без затруднений разрабатывать страницы сайта по любой схеме: сверху вниз, снаружи внутрь и изнутри наружу.

- Использует унифицированный синтаксис для всех типов данных:

hash.key — обращению к ключу хэша

array.1 — элемент массива с индексом 1

object.method — вызов метода объекта

Таким образом, получается, что неважно, что содержится в переменной: строка, функция, блок или что-то другое — всё вызывается единообразно.
- Для ускорения работы шаблоны при первой обработке компилируются в перл-скрипты, и, в зависимости от настроек, сохраняются на диск или в память. Благодаря этому скорость работы движка очень велика и близка к чистому Перлу.

- Позволяет для нескольких шаблонов использовать общие данные: настройки, переменные, константы, функции, и так далее.

- Развитая система написания плагинов и фильтров позволяет легко написать собственные плагины/фильтры, или использовать множество уже существующих (поставляются вместе с Template Toolkit).

- Позволяет вставлять внутрь шаблонов «сырой» Перл.
- В качестве блоков могут выступать как отдельные файлы, так и блоки, определяемые внутри внешнего или текущего файла.
- Появившееся со второй версии нововведение — «виды» (views), позволяет создавать шаблоны с применением объектно-ориентированного подхода.
- Может обрабатывать XML файлы, преобразуя их в HTML, и представляя, таким образом, альтернативу XSLT.
- В поставку входят скрипты-утилиты, позволяющие из произвольного набора файлов-шаблонов сгенерировать требуемый набор HTML-страниц.
- Хорошая документация, которая многими признаётся «золотым стандартом» документации среди библиотек Перла.

Полный список возможностей Template Toolkit очень велик. Более подробно с ними можно ознакомиться по документации, которую можно найти по ссылкам внизу страницы.

## Недостатки
Из-за того, что в Перле присутствуют переменные разных типов, а в Template Toolkit все они вызываются одинаково, возникают неоднозначности.
Есть особенности работы с объектами-хэшами, и объектами-массивами:
При попытке прохода по объекту-массиву через FOREACH выяснится, что в списке будет присутствовать только один элемент — сам объект.
А при обращения к элементу arrayobj.$index, где index — индекс требуемого элемента, Template Toolkit попытается вызвать метод с таким именем. А методов с именами 0, 7, 12 и т. д. в языках программирования, в общем-то, не бывает.
Для решения этих проблем в код класса нужно добавить метод as_list() — именно его Template Tookit вызывает при использовании FOREACH.
```
sub
 
as_list
 
{
 
[
@
{
$_
[
0
]}]
 
}

```

Смысл этого кода состоит в том, что берётся сам объект, превращается в обычный массив, и сразу же преобразуется в ссылку на массив — то, что нужно для FOREACH.
Как as_list() помогает при выборке конкретных элементов из объекта?
```
aref
 
=
 
aref_object
.
as_list
();

aref
.0
;

aref
.1
;

```

Проблемы вызывает присутствие в классе функции AUTOLOAD:
1. она перехватывает все вызовы виртуальных методов Template Toolkit
2. так как Template Toolkit пытается сначала найти метод объекта с указанным именем, и только при неудаче — найти одноимённый ключ хэша, становится понятно, что AUTOLOAD также перехватывает все вызовы к ключам хэша

Вторую проблему можно решить так:
```
sub
 
AUTOLOAD
 
{

   
my
 
(
$sub_name
)
 
=
 
$AUTOLOAD
=~
/([^:]+)$/
;
 
#Найти имя запрашиваемого метода

   
if
 
(
exists
 
$_
[
0
]{
$sub_name
})
 
{
 
#Если у объекта существует ключ с именем  $sub_name,

      
return
 
$_
[
0
]{
$sub_name
}
      
#то вернуть его

   
}

}

```

## Подсказки
Имеется массив aref, и переменная ix. Мы хотим вывести элемент массива по индексу, указанному в ix.
Так будет неправильно:
```
aref
.
ix

```

В этом случае будет произведена попытка вызова метода ix.
А так — правильно:
```
aref
.
$ix

```

Знак доллара $ используется для подстановки значения переменной в выражение.

## Авторы
Создатель библиотеки Andy Wardley. Загрузить последнюю версию библиотеки (Template-Toolkit-N.NN.tar.gz) можно из CPAN. Ссылки на ресурсы см. ниже.

### Внешние ресурсы
- Официальный сайт
- Сайт на русском языке
- Страница скачки на официальном сайте
- Раздел CPAN, где можно найти последнюю версию Template Toolkit
- Версия для C#
- Версия для Haskell
- Плагин для Eclipse

Разработчики, использующие Windows, могут скачать архив всё-в-одном, содержащий Apache 2, Perl 5.x, mod perl 1.99, и множество полезных библиотек, не входящих в стандартную поставку языка Perl, среди которых есть Template Toolkit 2 и Apache::Template. Архив находится здесь: ftp://theoryx5.uwinnipeg.ca/pub/CPAN (недоступная+ссылка).

### Библиотеки для работы с шаблонами в Perl
- Легковесные, MVC
  - Template Toolkit
  - HTML::Template
  - Text::Template
  - CGI::FastTemplate
- Системы разработки приложений
  - Embperl
  - Apache::ASP
  - HTML::Mason